# Außenpolitik der Weimarer Republik

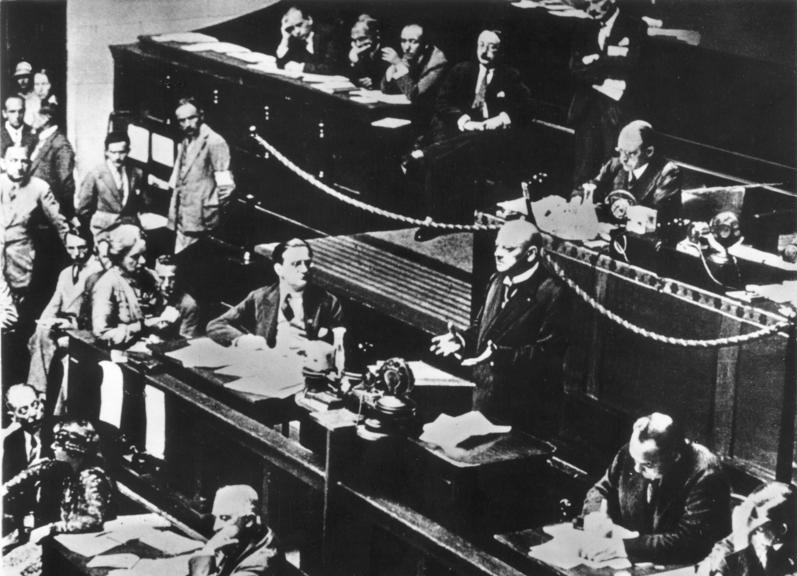
Reichsaußenminister Gustav Stresemann bei seiner Rede vor dem Völkerbund, Genf 1926, direkt nach dem deutschen Beitritt.

Die Außenpolitik der Weimarer Republik, das heißt die Außenpolitik des Deutschen Reiches von 1919 bis 1933, wurde vor allem von den Folgen des Ersten Weltkriegs bestimmt.
Im Krieg hatte Deutschland mit seinen Verbündeten gegen Frankreich, Russland, Großbritannien, die Vereinigten Staaten und weitere Länder gestanden. Mit dem Friedensvertrag von Versailles aus dem Jahr 1919 beschlossen die Siegermächte unter anderem, dass Deutschland Gebiete abtreten und seine Rüstung beschränken musste. Das Rheinland wurde von den Alliierten besetzt. Außerdem sollte Deutschland an diese Reparationen zahlen. Besonders Frankreich hatte ein starkes Interesse daran, dass Deutschland geschwächt blieb und wollte die Friedensbedingungen dauerhaft dazu nutzen. Großbritannien und die Vereinigten Staaten waren oftmals verständigungsbereiter. Sie hatten einerseits die Sorge, dass Frankreich eine Vormachtstellung auf dem europäischen Festland erhalten könnte, andererseits wollten sie sich nicht zu sehr an die Vorgänge in Europa binden.
Zur Revision (Überprüfung, hier gemeint: Abänderung) des Versailler Vertrages musste Deutschland sich mit dem Westen verständigen. Dies gelang vor allem in den Jahren 1923 bis 1929, als Gustav Stresemann Außenminister war. Zusätzlich jedoch versuchte die Republik, mit dem kommunistischen Russland zusammenzuarbeiten (Vertrag von Rapallo, 1922). Es gelang, viele Versailler Bestimmungen aufheben zu lassen. Ersetzt wurden sie teilweise durch Vereinbarungen, an deren Zustandekommen Deutschland gleichberechtigt beteiligt war. Vorbereitet durch die Verträge von Locarno von 1925 wurde Deutschland im Jahr darauf Mitglied im Völkerbund. Andere Bestimmungen liefen von selbst aus, wie die erzwungene einseitige Meistbegünstigung im Außenhandel bis 1925. Die Besatzung der Rheinlande endete 1930. Gegen Ende der Republik, 1932, gelang die Beendigung der Reparationen, und im gleichen Jahr gestanden die Westmächte Deutschland prinzipiell die militärische Gleichberechtigung zu. Keinen Erfolg hatte die Weimarer Politik bei der Veränderung der Ostgrenze mit Polen. Eine deutsch-österreichische Zollunion scheiterte 1931 am Widerstand Frankreichs.
In der Zeit des Nationalsozialismus ab 1933 ging Deutschland zur Politik zweiseitiger Abkommen über, verletzte den Versailler Vertrag sowie später unterzeichnete Vereinbarungen und begann 1939 den Zweiten Weltkrieg.

## Vorgeschichte

### Erster Weltkrieg 1914–1918

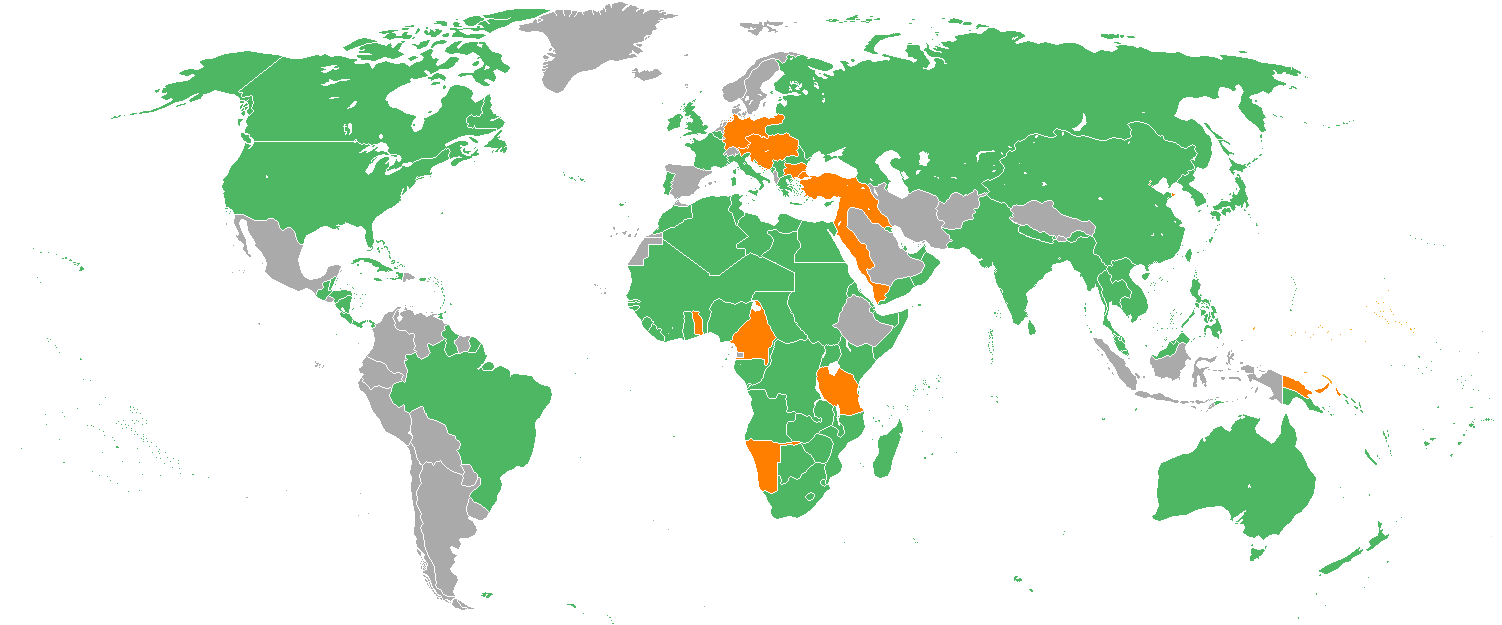
Mächtegruppen im Ersten Weltkrieg, orange Deutschland und seine Verbündeten, grün die Gegner (jeweils einschließlich der Kolonien).

Die Julikrise 1914 hatte zur Folge, dass Deutschland und Österreich-Ungarn sich Ende August gegenüber Frankreich, Russland und Großbritannien im Kriegszustand befanden. Es sollte später noch ein großer Streitpunkt sein, wer die Schuld am Krieg trug. Im Westen besetzte Deutschland fast ganz Belgien, Luxemburg und einen großen Teil Nordfrankreichs. Im Osten gelang es Deutschland und Österreich-Ungarn, nach und nach den westlichen Teil des europäischen Russlands zu erobern. Weitere Kriegsschauplätze waren die Südalpen, der Balkan, die deutschen Kolonien, das Osmanische Reich und die Ozeane.
Nach der Oktoberrevolution 1917 waren die zuvor von Deutschland geförderten russischen Kommunisten bereit, den für Deutschland günstigen Friedensvertrag von Brest-Litowsk zu unterzeichnen (3. März 1918). Der deutsche Außenminister Richard von Kühlmann war gegen den harten Frieden, konnte sich aber gegen die militärische Führung nicht durchsetzen. Dieser Frieden wurde später argumentativ gegen Deutschland verwendet, als es um die Härte des Versailler Friedens ging. Die Entlastung im Osten gab Deutschland die Hoffnung, den Krieg im Westen siegreich beenden zu können. Im Sommer 1918 zeigte sich jedoch, dass die Westfront nicht mehr zu halten sein werde, unter anderem wegen der frischen Truppen der Vereinigten Staaten. Diese hatten Deutschland 1917 den Krieg erklärt.

### Waffenstillstand 1918

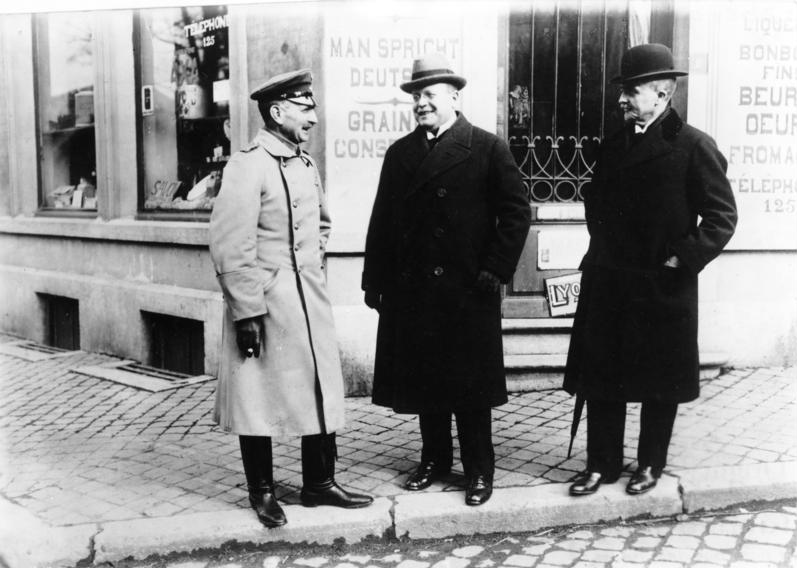
Der Zentrums-Politiker Matthias Erzberger (Mitte, hier in Spa 1918) war Leiter der deutschen Waffenstillstandskommission.

Die Oberste Heeresleitung drängte daraufhin die Reichsregierung, Politiker der demokratischen Parteien aufzunehmen und einen baldigen Waffenstillstand zu erreichen. Grundlage sollte das 14-Punkte-Programm des amerikanischen Präsidenten Woodrow Wilson sein, die gemäßigter als die französischen und britischen Vorstellungen klangen. Sie sahen einen Verständigungsfrieden unter Beachtung des Selbstbestimmungsrechts der Völker vor.
Seit dem 3. Oktober 1918 war Max von Baden deutscher Reichskanzler, der Vertreter der Sozialdemokraten, Liberalen und katholischen Zentrumsleute in die Regierung aufnahm. Außenminister Paul von Hintze hätte gern erst einen (weiteren) Regierungswechsel gesehen, dann die Verkündigung eines neuen Kurses in der Innen- und Außenpolitik, dann innere Reformen, dann die Anerkennung der Vierzehn Punkte und schließlich ein Gesuch um Waffenstillstand. Es kam aber genau andersherum. Dem unvernünftigen Druck der Obersten Heeresleitung habe die Reichsregierung sich nicht zu widersetzen getraut, so der Historiker Peter Krüger. Auf das Ausland wirkte der Wandel wie ein opportunistisches Manöver, während die Menschen in Deutschland nicht verarbeiten konnten, dass die Siegesmeldungen der Kriegszeit nun völlig ins Gegenteil umschlugen.
Am 9. November brachte von Baden Kaiser Wilhelm II. zur Abdankung, dessen geringes Ansehen im Ausland die Friedensverhandlungen belastet hätte. Zwei Tage später unterzeichnete eine deutsche Delegation im französischen Compiègne den Waffenstillstand. Auch hierbei war der Druck der Obersten Heeresleitung entscheidend, welche die Kämpfe für aussichtslos erachtete und die deutschen Truppen für die Zukunft schonen wollte. Die deutsche Delegation musste ohne westliche Gegenleistungen bereits vieles akzeptieren, darunter die sofortige Räumung der besetzten Gebiete, auch Elsaß-Lothringens (dies hatten bereits die Vierzehn Punkte gefordert). Der Frieden von Brest-Litowsk wurde aufgehoben und die Seeblockade, die Deutschland aushungern sollte, blieb (bis März 1919) bestehen.

### Versailler Vertrag 1919

Europa zwischen den Weltkriegen.

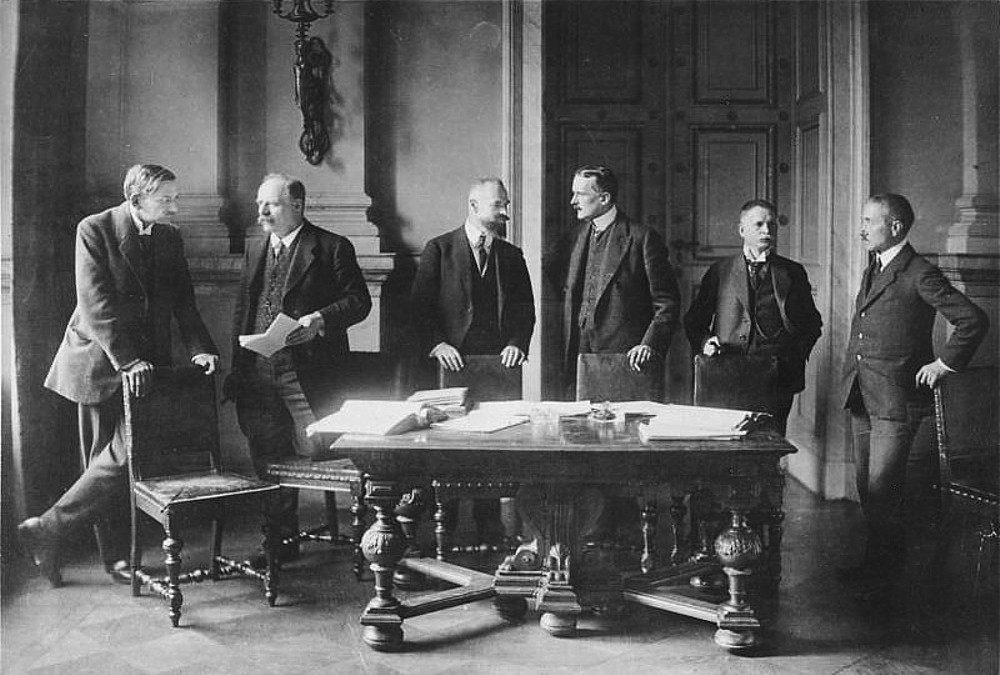
Die deutsche Delegation in Versailles 1919, dritter von rechts: Reichsaußenminister Ulrich von Brockdorff-Rantzau.

Die von 27 Nationen beschickte Friedenskonferenz, die den Friedensschluss mit Deutschland erarbeiten sollte, tagte ab Januar 1919 im Schloss von Versailles bei Paris ohne deutsche Beteiligung. Die Leitung hatten die Vertreter der Großen Vier, das heißt Frankreich, Großbritannien, die USA und Italien. Die deutsche Delegation wurde absichtlich demütigend empfangen und konnte durch schriftliche Eingaben nur geringfügige Erleichterungen erwirken; der deutsche Außenminister Ulrich von Brockdorff-Rantzau (parteilos) trat bei der Entgegennahme des Vertragsentwurfs bewusst rüde auf, indem er seine scharfe Erklärung im Sitzen abgab, und trat kurz darauf von seinem Amt zurück.
Das umfangreiche Vertragswerk bestimmte:
Entwaffnung
Deutschland durfte nur eine Berufsarmee von 100.000 Soldaten haben (1914: 800.000, im Krieg: 2,4 Millionen deutsche Soldaten) und musste unter anderem auf bestimmte Waffen wie Panzer, U-Boote, Flugzeuge oder Giftgas verzichten.
Reparationen
Deutschland sollte für die Schäden aufkommen, die den Siegermächten durch die Kriegsführung entstanden waren. Grundlage für die Forderung war die Behauptung in Art. 231, dass Deutschland die Alleinschuld am Krieg trage.
Gebietsverluste
Deutschland verlor, mehrheitlich ohne Volksabstimmung, letztlich dreizehn Prozent der Fläche und zehn Prozent der Einwohnerzahl, ferner die Kolonien. Konflikte entstanden vor allem bezüglich der an Polen abgetretenen Gebiete.
Besatzung
Das Rheinland kam unter die Besatzung verschiedener Siegermächte; die einzelnen Zonen sollten nach fünf, zehn bzw. fünfzehn Jahren geräumt werden. Das Saargebiet, das wegen seiner Kohlevorkommen wichtig war, sollte von Frankreich ebenfalls fünfzehn Jahre besetzt werden.
Künftige Kriege sollten durch den Völkerbund verhindert werden, der Angreifer-Staaten zu bestrafen hatte. Deutschland blieb aber zunächst vom Völkerbund ausgeschlossen.

## Herausforderungen

### Deutschland und Österreich

Deutschland nach 1919/1921.

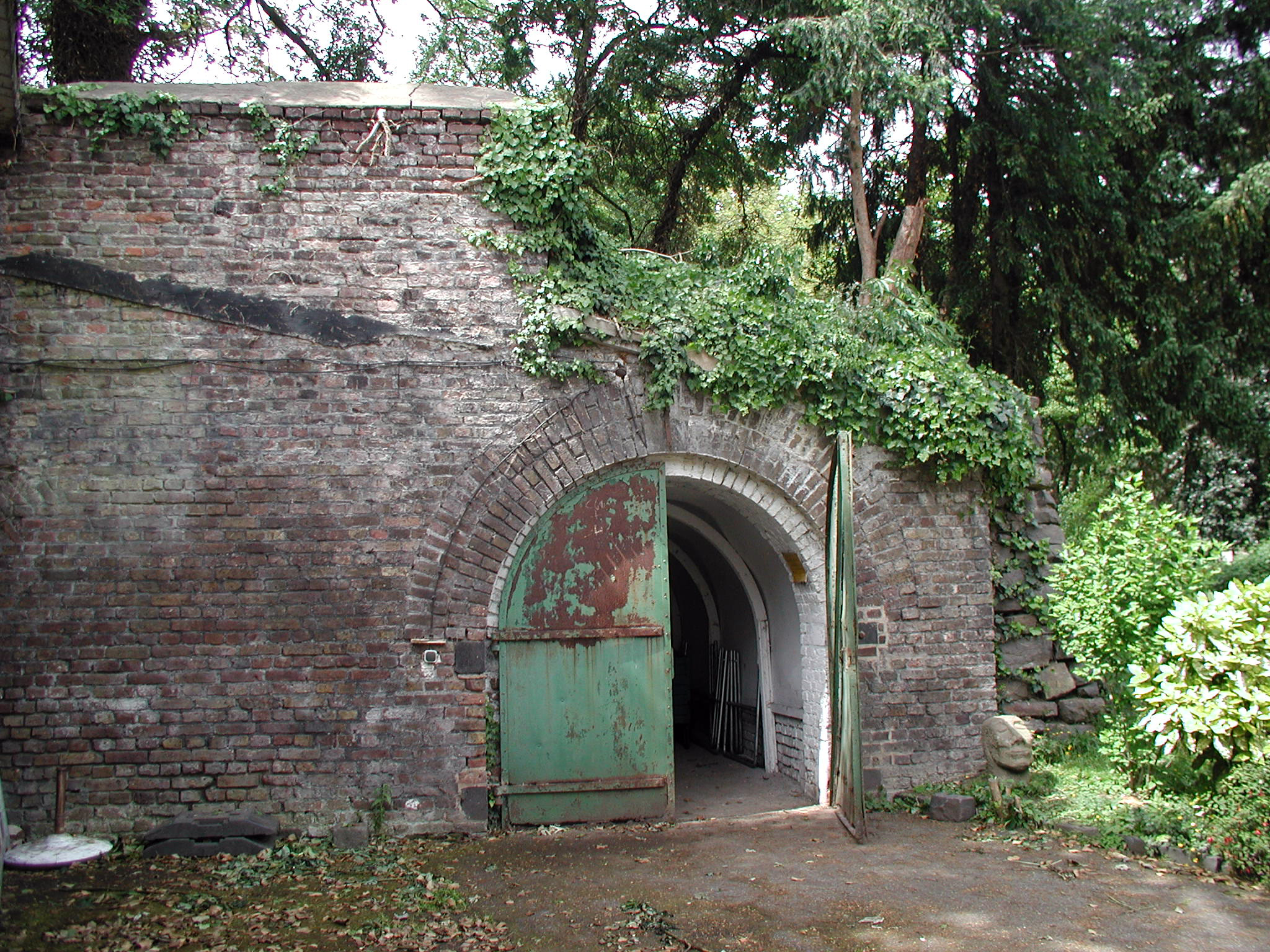
Teil der Festungsanlagen von Köln, die wegen des Versailler Vertrages geschleift werden mussten.

Am 11. August 1919 wurde die republikanische Weimarer Verfassung verkündet. In die Beratungen der Nationalversammlung waren die Nachrichten vom Versailler Vertrag geplatzt, die dem Ansehen der Koalition aus SPD, DDP und Zentrum stark schadeten. Sie verlor bereits bei der Wahl von 1920 ihre absolute Mehrheit. Dennoch wäre es unzulässig, einseitig zu sagen, der Vertrag sei der Hauptgrund für den endgültigen Untergang der Republik 1933 gewesen. Deutschland war ungeteilt und wirtschaftlich bedeutend geblieben und konnte wieder eine Großmacht neben Frankreich und Großbritannien werden. Dem Ausland gegenüber konnte man argumentieren, nur ein wirtschaftlich gesundetes Deutschland könne Reparationen zahlen und dem Kommunismus widerstehen.
Drei außenpolitische Lager bildeten sich heraus. Die politische Mitte wollte durch Zusammenarbeit mit dem Westen die Folgen von Versailles beseitigen und es hinnehmen, wenn Deutschland dadurch in neue vertragliche Bindungen geriet. Man sprach von einer „Verständigungspolitik“ oder Westpolitik. Aber auch unter den Verständigungsbereiten war eine betont nationale Haltung weit verbreitet, etwa in der linksliberalen DDP. Die SPD war stark pro-westlich und wollte auch ihre Beziehungen zu den Schwesterparteien im Ausland nutzen; die Außenpolitik verband sie mit den anderen demokratischen Parteien, zahlte sich aber innenpolitisch nicht für sie aus.
Die nationalistische Rechte, vertreten vor allem durch die Deutschnationale Volkspartei (DNVP), lehnte die Verständigung als „Erfüllungspolitik“ oder „Verzichtspolitik“ ab. Sie wollte durch reines Beharren auf deutsche Interessen außenpolitische Fortschritte erlangen. Obwohl auch sie den Kommunismus entschieden ablehnte, versuchte sie – stärker als die Mitte – Sowjetrussland gegen den Westen zu verwenden. Sogar die einseitige Kündigung des Versailler Vertrages wurde erwogen.
Auch die deutschen Kommunisten waren gegen den Westen eingestellt. Ihr außenpolitischer Wunschpartner war naturgemäß das kommunistische Russland. Ihre Kommunistische Partei Deutschlands verstanden sie als Sektion der Kommunistischen Internationalen.
Österreich wurde 1919 auf das heutige Gebiet verkleinert und dadurch von seinen früheren wirtschaftlichen Beziehungen in den Donauraum abgeschnitten. Nun wollte „Deutschösterreich“ sich dem Deutschen Reich anschließen, zur Begeisterung vor allem der Linken und Liberalen in beiden Ländern. Die Siegermächte aber verhinderten dies durch das Anschlussverbot, um das soeben geschwächte Deutschland nicht wieder zu vergrößern und vor allem, um Südosteuropa nicht dem deutschen wirtschaftlichen und politischen Einfluss auszusetzen. Deutschland verhielt sich in dieser Frage 1919 sehr zurückhaltend, weil es alliierten Druck befürchtete, zum Beispiel, dass Frankreich weitere Forderungen mit Blick auf das Rheinland äußern würde.

### Frankreich und Belgien

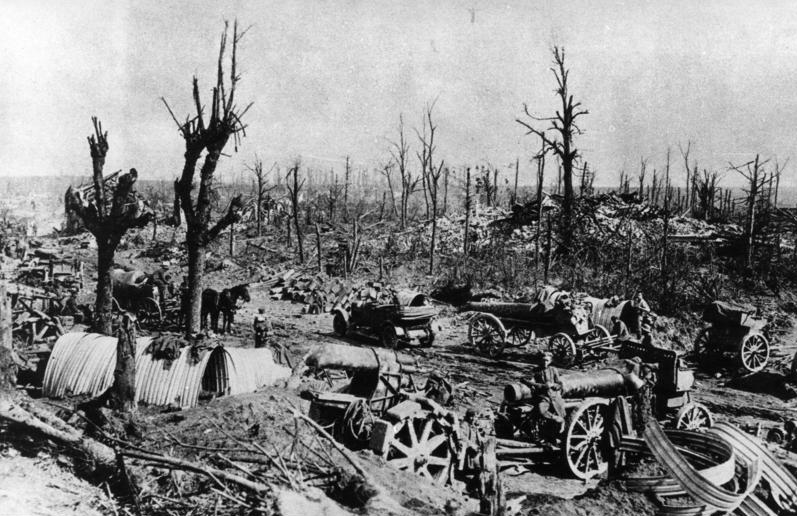
Deutsche Soldaten mit Mörsern in einem zerstörten französischen Wald, 1914 zwischen Bapaume und Arras.

Frankreich bzw. die Dritte Französische Republik hatte von den großen westlichen Siegermächten am stärksten im Krieg gelitten, da bedeutende Teile seines Nordens umkämpft oder besetzt gewesen waren. Auf der Versailler Friedenskonferenz erreichte es viele seiner Kriegsziele. Darüber hinaus wollte es unter anderem das Rheinland als einen unabhängigen Staat in einer westeuropäischen Zollunion sehen. Doch Ministerpräsident Georges Clemenceau war bereit, solche Forderungen fallenzulassen, wenn die angelsächsischen Mächte Garantien zur Sicherheit Frankreichs abgeben würden.
Es wurde 1919 allseits erkannt, dass Frankreich nur für eine kurze Zeit so stark bleiben würde. Sein Partner Russland, vor dem Krieg wichtiger Militär- und Finanzpartner Frankreichs, war durch die Oktoberrevolution verloren gegangen. Frankreich stand vor der Frage, ob es sich um eine dauerhafte Schwächung des deutschen Nachbarn oder aber um eine Verständigung bemühen sollte.
Belgien hatte schwere Zerstörungen im Krieg erlebt und verlangte von Deutschland unter anderem eine Entschädigung für den ungünstigen Geldumtausch während der deutschen Besatzung. Deutschland hingegen meinte, dies sei Teil der allgemeinen Reparationsleistungen; für eine gesonderte Behandlung wollte man Gegenleistungen. Dies überschattete eine eventuelle Rückgabe von Eupen-Malmedy an Deutschland.

### Großbritannien und die USA
Großbritannien und die Vereinigten Staaten wollten weder ein deutsch noch ein französisch beherrschtes Europa, sich aber auch nicht dauerhaft an den europäischen Kontinent mit seinen Krisenherden binden. Großbritannien war verarmt aus dem Krieg gekommen und in Konflikte in Irland und anderswo verwickelt. Da die europäischen Sieger sich bei den Vereinigten Staaten im Krieg Geld geliehen hatten, waren diese überaus an einer Erholung der europäischen Wirtschaft interessiert: Nur wenn Deutschland Reparationen zahlen konnte, war Frankreich in der Lage (aber auch Großbritannien), seine Schulden an die Vereinigten Staaten bezahlen. Die Vereinigten Staaten lehnten es allerdings strikt ab, formell einen Zusammenhang zwischen Reparationen und interalliierten Schulden anzuerkennen.
Sowohl das Vereinigte Königreich als auch die Vereinigten Staaten wirkten in der Folge oft mäßigend auf Frankreich ein, und die deutsche Außenpolitik wollte den USA mehrmals eine Schiedsrichterrolle geben. Allerdings irrte Berlin sich teilweise darin, die konkreten Absichten der Vereinigten Staaten einzuschätzen und den richtigen Zeitpunkt für Initiativen zu erkennen.

### Russland/Sowjetunion
Die kommunistische Regierung in Moskau hatte im November 1920 gezeigt, dass sie den Bürgerkrieg und die (halbherzige) Intervention ausländischer Mächte bestehen würde. Anfangs versuchte sie noch vergeblich, in Nachbarländern, in Ungarn und auch in Deutschland durch Aufstände die Macht zu erlangen. Wladimir Iljitsch Lenin wollte die internationalen Beziehungen nicht verbessern, sondern abschaffen, genauso wie Klassen und Staaten.
Sowjetrussland bzw. seit 1922 die Sowjetunion war international isoliert und politisch geächtet; eine Bürde für die Außenpolitik war es ferner, dass die kommunistische Regierung ausländisches Vermögen in Russland enteignet hatte. Erst nach und nach haben die anderen Staaten die Sowjetunion diplomatisch anerkannt, zuerst Deutschland, das ähnlich isoliert war.

### Polen, Litauen und die Tschechoslowakei

Polen im Jahre 1923, nach dem Krieg mit Russland und der Eroberung des Wilna-Gebietes.

Besonders Frankreich setzte sich für das im Krieg wiedererstandene Polen ein, das Russland als französischen Bündnispartner ersetzen sollte. Clemenceau sprach zu Beginn der Versailler Verhandlungen von den Grenzen von 1772, vor der ersten polnischen Teilung, während Wilson in den Vierzehn Punkten nur an polnisch besiedelte Gebiete gedacht hatte. Polen eroberte sich 1919/20 ein Territorium, das dem von 1772 recht nahekam.
Durch den Versailler Vertrag hatte Polen auch Teile Deutschlands erhalten, darunter einen Streifen bis an die Ostsee (den polnischen Korridor), sodass Ostpreußen nicht mehr direkt an das übrige Deutschland grenzte. Danzig wurde als Freie Stadt Danzig unter Aufsicht des Völkerbunds von Deutschland getrennt. Die deutsch-polnischen Beziehungen wurden dadurch stark belastet, doch konnten beide Länder in der Zwischenkriegszeit auch, bei Ausklammerung der Streitfragen, zusammenarbeiten.
Litauen hatte ebenfalls einen Teil Deutschlands besetzt, das Memelgebiet. Aber Streit um die Grenzen hatte Litauen auch mit Polen, das 1920 das Wilna-Gebiet handstreichartig erobert hatte. Deutschland widerstand der Versuchung, beide Länder gegeneinander auszuspielen, denn dies hätte nicht nur Frankreich und Großbritannien aufgebracht, sondern auch Ostpreußen gefährdet. In geografischer Nähe befand sich die Sowjetunion. Sie ermutigte Deutschland, Polen zu drohen. Doch stattdessen betätigte das Auswärtige Amt sich als Vermittler und konnte im Dezember 1927 helfen, den Kriegszustand zwischen Polen und Litauen zu beenden.
Auch die Tschechoslowakei hatte eine deutschsprachige Minderheit. Aber im Gegensatz zu Polen und Litauen beinhaltete die Tschechoslowakei keine ehemals deutschen Gebiete (sondern österreichische, mit Ausnahme des Hultschiner Ländchens). Deutschland war der erste Staat gewesen, der den Prager Umsturz vom 28. Oktober 1918 anerkannt hatte. Im Auswärtigen Amt gab es keine Überlegungen, die deutschsprachigen Gebiete (Sudetenland) zu annektieren. Die Regierung in Prag fürchtete sich vor einer Rechtsregierung in Deutschland und einem Anschluss Österreichs und war sich dessen bewusst, dass die Sicherheit des Landes der Garantie Frankreichs bedurfte. Allerdings wollte man sich auch nicht (ein bald wieder erholtes) Deutschland zum Feind machen. Deutschland seinerseits war grundsätzlich um gute Beziehungen bemüht, um nicht die Lage der deutschsprachigen Minderheit zu erschweren.

## Konfrontation mit dem Westen 1920–1923
Der Versailler Vertrag trat im Januar 1920 in Kraft. Europa war gespalten in Länder, die den gegenwärtigen Zustand behalten wollten, und solche, die ihn ändern wollten (neben Deutschland vor allem Russland, Polen, Ungarn und Italien). Anfangs war es noch undeutlich, welche Richtung die deutsche Außenpolitik nehmen würde, und dies hing auch vom Verhalten der Siegermächte ab. Frankreich würde die Versailler Bestimmungen sehr restriktiv auslegen.

### Reparationen

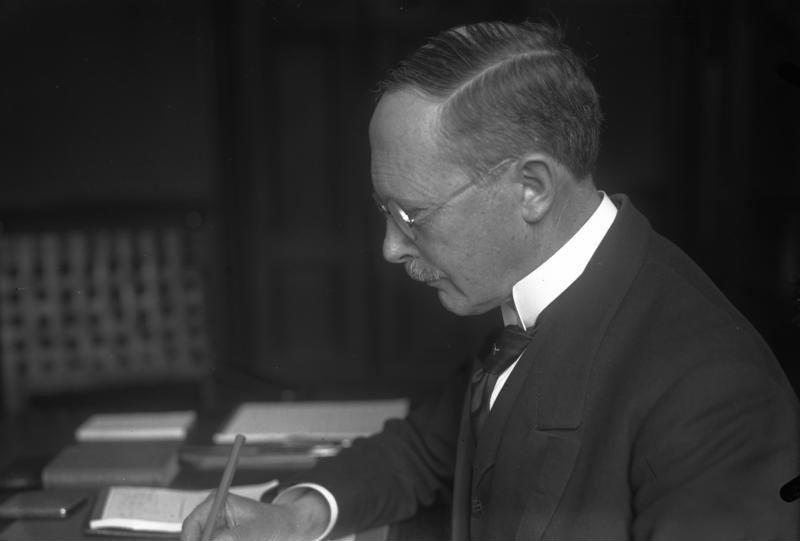
Walter Simons, der parteilose Reichsaußenminister von 1920/1921.

Dem Vertrag zufolge sollte eine Reparationskommission die Gesamthöhe der deutschen Schulden bestimmen. Frankreich aber zog die Verhandlungen auf die Ebene der hohen Politik und in die Öffentlichkeit, was die Konferenz von Spa (1920) und die Konferenz von London (1921) beherrschte. Im Januar 1921 forderte der französische Finanzminister die überaus hohe Summe von 212 Milliarden Goldmark bei Jahresraten von zwölf Milliarden, dem dreifachen der damaligen jährlichen Einnahmen Deutschlands. Anfang März, auf der Londoner Konferenz, lehnte Deutschland solche Forderungen ab. Deswegen besetzte Frankreich – den Versailler Vertrag verletzend – Düsseldorf, Duisburg und Ruhrort und erhob Zoll an den Grenzen zwischen besetztem und unbesetztem Deutschland.
Als „Londoner Ultimatum“ wurde dann ein Zahlungsplan vom 27. April 1921 bekannt: Deutschland sollte 132 Milliarden in weitaus geringeren Jahresraten bezahlen. Das Kabinett von Reichskanzler Joseph Wirth nahm den Plan nach Zögern an und verhinderte damit weitere Besetzungen. Der britische Premier David Lloyd George war den Deutschen sehr entgegengekommen: Sieht man von einem Teil der Gesamtsumme ab, der nur gezahlt werden sollte, wenn die Deutschen dazu in der Lage seien, entsprachen die verbleibenden fünfzig Milliarden dem, was die Deutschen selbst vorgeschlagen hatten.

### Oberschlesien 1921
Während des dritten polnischen Aufstandes im Ostteil der preußischen Provinz Schlesien fand am 20. März 1921 eine Volksabstimmung statt. Bei einer Mehrheit von sechzig Prozent für Deutschland bestimmte der Völkerbund am 12. August 1921 eine Teilung, was der Versailler Vertrag als Möglichkeit vorgesehen hatte. „Ostoberschlesien“, der wirtschaftlich wichtigere Teil des Abstimmungsgebietes, kam an Polen. Die Reichsregierung unter Wirth trat im Protest zurück.
Deutschland argumentierte, der Verlust der oberschlesischen Industriegebiete schwäche seine Leistungskraft. Lloyd George war dafür empfänglich, konnte sich aber nicht gegen Frankreich durchsetzen, dessen Unterstützung er im türkisch-griechischen Konflikt benötigte. Ferner versuchte Polen, sich Oberschlesien gewaltsam anzueignen, wogegen sich Einwohnerwehren gebildet hatten. Trotz der Spannungen zwischen Deutschland und Polen kam es aber am 15. Mai 1922 zu einem auch für Deutschland günstigen Vertrag über nationale Minderheiten.

### Genua und Rapallo 1922
Lloyd George machte sich unter anderem auf der Konferenz von Cannes für eine internationale Konferenz stark, die schließlich im April 1922 in Genua stattfand (Konferenz von Genua). Er wünschte die Einbindung von Deutschland und Russland in ein neues Staatensystem. Entspannung und wirtschaftliche Erholung sollten unter anderem durch ein internationales Finanzkonsortium erreicht werden, das sich (nicht nur) in Russland engagierte. Die Konferenz litt darunter, dass die Vereinigten Staaten fürchteten, von den Wirtschaftsbeziehungen zu Russland ausgeschlossen zu werden. Frankreich war erbost, dass Deutschland an ihm vorbei mit Großbritannien über einen Zahlungsaufschub reden und von den Militärkontrollen loskommen wollte. Deutschland wiederum war enttäuscht von der Reparationskommission sowie den Beanstandungen der Kontrollkommission vor allem in Bezug auf die deutsche Polizei. Die Regierung Wirth stand unter Druck und sah keine Erfolge der Erfüllungspolitik; allerdings hatte Reichsaußenminister Walther Rathenau ähnliche Vorstellungen über ein Wiederaufbaukonsortium wie Lloyd George.

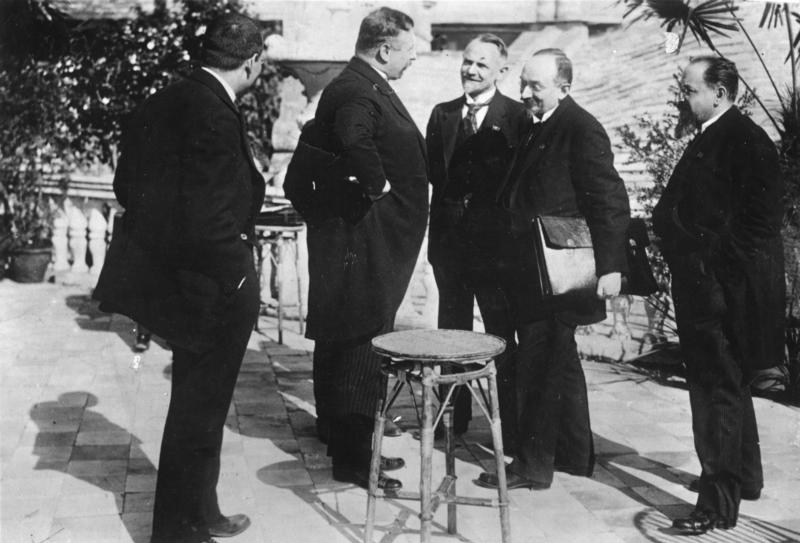
Reichskanzler Joseph Wirth (Mitte, im Profil) und der sowjetische Außenminister Georgi Tschitscherin, 1922 in Rapallo.

Auf der Konferenz von Genua selbst fühlte die deutsche Delegation sich isoliert und vom direkten Zugang zu Lloyd George abgeschnitten. So kam es am 16. April 1922 zu einem deutsch-russischen Treffen im nahegelegenen Rapallo samt Vertragsabschluss (Vertrag von Rapallo). Bereits im Dezember zuvor hatte Russland sehr weitreichende Vorschläge gemacht, nun einigte Deutschland sich mit ihm auf den Verzicht gegenseitiger finanzieller Forderungen. Für Russland bedeutete der Vertrag die ersehnte Durchbrechung der Isolierung, Deutschland hingegen hatte Eigenständigkeit gegenüber den Westmächten demonstriert.
Die Unterzeichnung erhielt im Ausland, vor allem im misstrauischen Frankreich, ein Echo, das von den Vertragspartnern nicht erwartet worden war. Weitere Hintergedanken wurden vermutet. Aber die Entwicklung zu einem stabilen Europa wurde nicht dauerhaft beschädigt. In der deutschen Öffentlichkeit war der Vertrag von Rapallo populär. Er diente aber kaum als Gegengewicht zu den Kontakten mit dem Westen, sondern setzte die traditionelle deutsche Illusion fort, in der Außenpolitik „freie Hand“ zu haben.
Die Verbindung zu Russland wurde 1926 durch den Berliner Vertrag, einen Neutralitätspakt, weitergeführt. Ein erst 1934 eingestellter Bestandteil der deutsch-sowjetischen Beziehungen war die geheime militärische Zusammenarbeit zwischen der Reichswehr und der Roten Armee.

### Ruhrbesetzung 1923

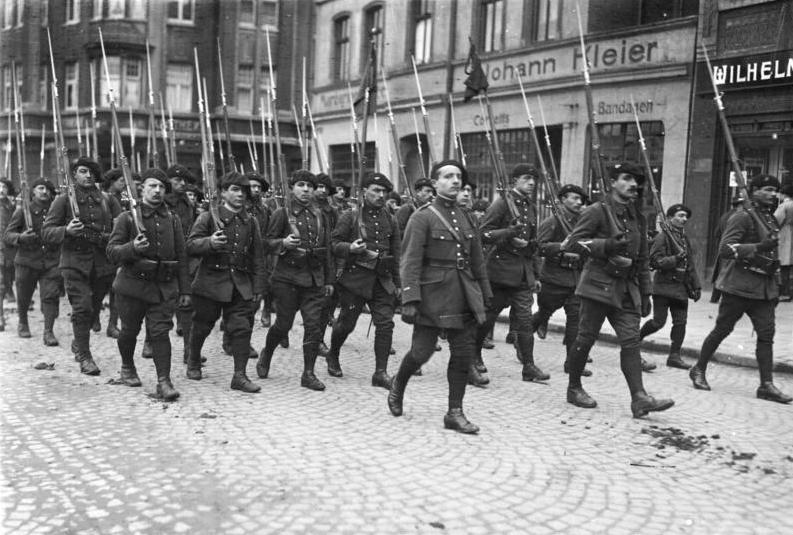
Französische Alpenjäger gedenken mit einem Marsch durch Buer (bei Gelsenkirchen) zweier Offiziere, die von Aufständischen erschossen worden waren, März 1923.

Frankreich verlangte von Deutschland Garantien für die Reparationen, etwa die staatlichen Kohlegruben und Forsten in Deutschland und drohte im Hintergrund immer wieder mit der Besetzung des Ruhrgebiets. In der Reparationskommission waren auch Belgien und Italien vertreten, die an Frankreichs Seite rückten. Am 9. Januar 1923 befand die Kommission, dass Deutschland absichtlich seinen Lieferverpflichtungen nicht nachgekommen sei. Am 11. Januar rückten französische Truppen ins Ruhrgebiet ein, um Reparationsagenten zu beschützen, die deutsche Sachwerte direkt aus der Produktion nehmen sollten.
Der Versailler Vertrag hatte nur bestimmt, dass die Besetzung des Rheinlandes die Erfüllung der Friedensbedingungen garantieren sollte, nun sah Ministerpräsident Raymond Poincaré den Vorwand gegeben, dass das Ruhrgebiet die Bezahlung der Reparationen garantierte. Ferner hatte Frankreich Pläne, weitere Teile Deutschlands zu kontrollieren oder abzutrennen. Die Reichsregierung sah keine andere Möglichkeit als mit passivem Widerstand zu reagieren: Die Beamten im besetzten Gebiet sollten mit den Besatzern nicht zusammenarbeiten. Man wollte durchhalten, bis Großbritannien und die USA eingriffen. Kohlegewinnung und Industrieproduktion brachen ein; widerständige Beamte und ihre Familien wurden ausgesiedelt. Die Inflation stieg noch stärker an, Aufstände erschütterten das Reich.
Am 2. Mai 1923 bot die Reichsregierung eine Gesamtschuld von 30 Milliarden Goldmark an, ohne aber genaue Angaben zu den Garantien zu machen. Der 11. August 1923, als der britische Außenminister Curzon Frankreich kritisierte, wäre ein günstiger Zeitpunkt zum Abbruch des passiven Widerstands gewesen, die politische Meinung in Deutschland war aber dagegen. Am 26. September gab der neue Reichskanzler Gustav Stresemann den passiven Widerstand trotzdem auf. Aber Poincaré sah sich am Ziel und war an einer Verständigung nicht mehr interessiert. Damit überspannte er Krüger zufolge den Bogen, denn sein Verhalten stellte indirekt die Versailler Friedensbedingungen in Frage.

## Verständigung in der Ära Stresemann 1923–1929
Gustav Stresemann von der rechtsliberalen DVP wurde nach dem Fall seines Kabinetts im November 1923 Außenminister und blieb dies bis zu seinem Tode im Oktober 1929. Im Weltkrieg hatte er zu den Befürwortern weitreichender Annexionen gehört. Wie alle deutschen Politiker war er für die Revision des Versailler Vertrages, er verstand aber, dass die Reichsregierung dazu erst einmal den damaligen Zustand anerkennen musste. Seine maßvolle Art fand im Ausland überaus positive Aufnahme.

### Londoner Konferenz und Dawes-Plan

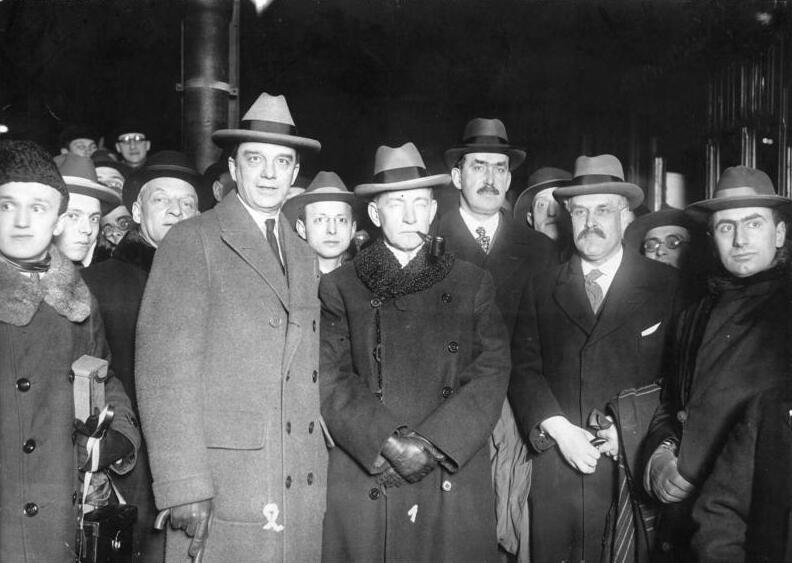
Amerikanische Sachverständige 1924 in Berlin. Charles G. Dawes (Mitte, mit Pfeife), und Owen D. Young (links neben Dawes), der den „Dawes-Plan“ maßgeblich beeinflusste.

Die festgefahrene Situation seit der Ruhrbesetzung sowie konstruktive deutsche Vorschläge führten zur Einsetzung eines Gremiums unter dem amerikanischen Finanzbeamten Charles G. Dawes. Es tagte erstmals am 14. Januar 1924 und sollte die Mittel dafür suchen, die deutsche Währung und den deutschen Haushalt zu stabilisieren, damit Reparationen gezahlt werden konnten. Auf der Londoner Konferenz im Juli/August 1924 musste Frankreich auf politische Sicherheitsgarantien verzichten, und Sanktionen gegen Deutschland durften nur noch nach einem Schiedsgerichtsurteil und amerikanischer Zustimmung erfolgen.
Der Dawes-Plan bedeutete für Deutschland einen zweijährigen Zahlungsaufschub und danach eine langsame Steigerung der Jahresraten. Frankreich erhielt Garantien unter anderem durch eine Umstrukturierung von Reichsbank und Reichsbahn. Die „Dawes-Anleihe“, die vor allem in den Vereinigten Staaten gezeichnet wurde, stützte den deutschen Haushalt, die Währung wurde auf Basis des US-Dollars stabilisiert.

### Locarno 1925
Frankreich sah Mängel bei der deutschen Entwaffnung und verhinderte daher, dass die sogenannte Kölner Besatzungszone fristgemäß am 10. Januar 1925 geräumt wurde. Aus den Bemühungen der deutschen Außenpolitik, Frankreich sicherheitspolitisch zufriedenzustellen, entwickelte sich der Ansatz zu den Verhandlungen im schweizerischen Locarno im Oktober 1925. Innenpolitisch führte das Vertragswerk von Locarno dazu, dass die DNVP die Koalition verließ, den Bürgerblock. Es konnte dank der Oppositionsparteien SPD und DDP dennoch im Reichstag ratifiziert werden.
Deutschland hatte seine Forderungen erfüllt bekommen. Der „Rheinpakt“ von Locarno bedeutete, dass die bestehende Grenze zwischen Deutschland einerseits und Belgien sowie Frankreich andererseits durch Großbritannien und Italien garantiert wurde. Mit Polen und der Tschechoslowakei unterzeichnete Deutschland Schiedsverträge, die eine gewaltsame Grenzänderung untersagten. Damit verhinderte Stresemann, diese Grenzen anerkennen zu müssen.
Eine dazu geeignete Formulierung ermöglichte Deutschland die Interpretation, dass es künftig als Völkerbundsmitglied nicht an den Artikel 16 gebunden war. Dieser Artikel der Völkerbundssatzung besagte, dass Mitgliedsstaaten die Bestrafung von Angreifern ermöglichen müssen. Deutschland wollte konkret den Fall verhindern, dass es bei einem polnisch-russischen Krieg Truppen der Westmächte durch sein Land ziehen lassen müsste, was dem ungeliebten Polen zugutegekommen wäre. Berlin konnte damit argumentieren, dass es zwangsweise abgerüstet war und sich gegen die Reaktionen des Angreifers nicht würde wehren können.

### Früchte der Verständigungspolitik

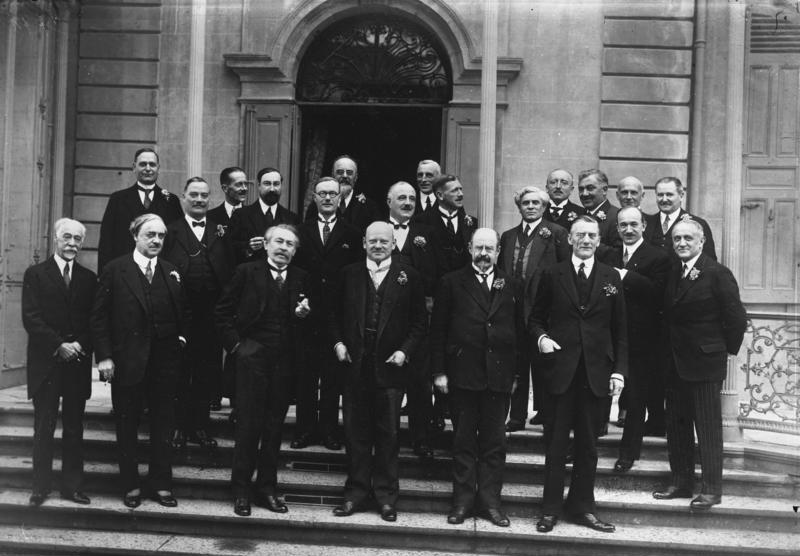
Führende Politiker Europas in Genf, bei der Aufnahme Deutschlands in den Völkerbund 1926. In der Mitte Reichsaußenminister Gustav Stresemann.

Während Frankreich sich noch sträubte, wollte Großbritannien spätestens seit September 1924 Deutschland in den Völkerbund einbinden. Deutschland ging es nur noch um die Bedingungen für den Beitritt. Diese erschienen in Locarno erfüllt, auch durch die Zusage eines ständigen deutschen Sitzes im Völkerbundsrat. Die Aufnahme Deutschlands wurde 1926 dennoch monatelang verzögert, da Polen plötzlich ebenfalls einen Sitz haben wollte. Nach einer kleinen Reform und einem wiederwählbaren nichtständigen Sitz für Polen war das Problem gelöst, und am 10. September 1926 wurde die deutsche Delegation im Saal der Vollversammlung begrüßt.
Zeitnah, am 17. September, fand ein Treffen zwischen Stresemann und seinem französischen Amtskollegen Aristide Briand statt. In Thoiry nahe Genf hat Briand Deutschland anscheinend einen Tausch vorgeschlagen. Frankreich wollte Anteile, die es unter dem Dawes-Plan an der Reichsbahn erhalten hatte, weiterverkaufen, um schneller an Geld zu kommen. De facto brauchte es die Zustimmung Deutschlands. Im Gegenzug würden die Rheinlande schon 1927 geräumt werden. Wegen der ablehnenden Haltung des Ministerpräsidenten Poincaré, und wahrscheinlich auch wegen der zwischenzeitlichen Erholung der französischen Währung, blieb das Gespräch ohne konkrete Folgen.
Im Zuge der Verständigungspolitik hatte Deutschland jedoch noch weitere Erfolge: 1926 ein Abkommen mit Frankreich und Belgien, das Deutschland wieder die (zivile) Luftfahrt erlaubte, im gleichen Jahr eine Internationale Rohstahlgemeinschaft zwischen Deutschland, Frankreich, Belgien und Luxemburg, und 1927 ein lange vorbereitetes Handelsabkommen zwischen Deutschland und Frankreich. 1929/30 wurden die Rheinlande, als Zeichen guten Willens Frankreichs, doch noch vorzeitig geräumt.

### Polen
Deutschland ging es darum, eine Abwanderung der deutschen Minderheit aus Polen zu vermeiden, weil die Minderheit die Grundlage für die geforderten Grenzkorrekturen war. Weitergehende Pläne im Auswärtigen Amt wollten die schwache wirtschaftliche Lage Polens ausnutzen und für Grenzveränderungen Wirtschaftshilfe in Aussicht stellen. Staatssekretär Schubert verbot diese Überlegung durch Erlass 1926; die wirtschaftliche Erholung Polens machte sie auch immer unrealistischer. Polen seinerseits versuchte, die Position Danzigs auszuhöhlen. Als der polnische Außenminister August Zaleski im Dezember 1928 eine drohende Rede gegen die deutsche Minderheit hielt, erntete er nicht nur eine scharfe Erwiderung Stresemanns, sondern auch die Verärgerung der Westmächte. Stresemann nutzte die Gelegenheit, gegen die vorherrschende Idee anzugehen, die Minderheiten in Europa sollten sich einfach an das jeweilige Staatsvolk anpassen.
Außerdem überschattete ein Zollkrieg das deutsch-polnische Verhältnis. Polen wollte die Meistbegünstigung, zu der Deutschland durch den Versailler Vertrag gezwungen worden war, auch nach dem Ablauf 1925 behalten. Als 1924/25 die Produktion in Polen wieder aufgebaut war, wollte das Land seine Handelsbilanz ausgleichen. Krüger schreibt von Feindseligkeit und Nationalismus auf beiden Seiten, weist aber darauf hin, dass Zollkriege damals nicht selten gewesen seien und dass Polen solche Spannungen auch mit Frankreich kannte. Damals war Deutschland der wichtigste Handelspartner Polens.

### Entwaffnung und Abrüstung

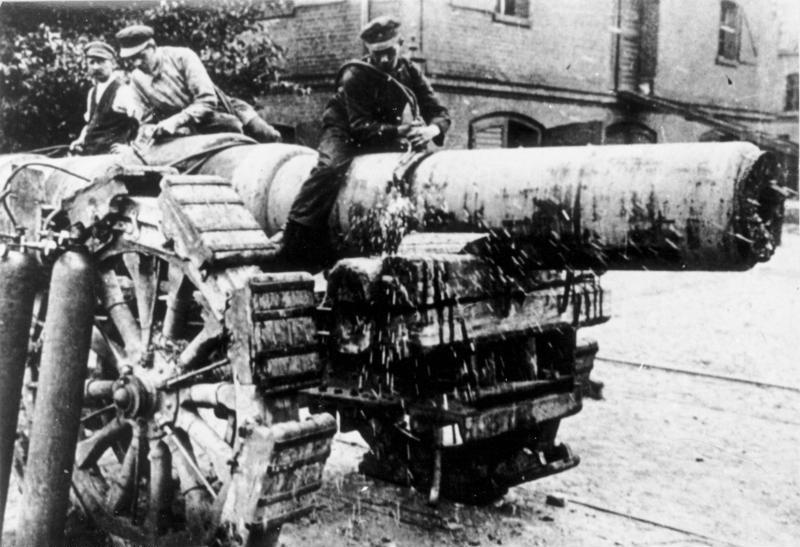
Ein schweres Geschütz wird zerlegt, 1919.

Zum Locarno-Prozess gehörten die Räumung der Kölner Zone sowie die Einstellung der Militärkontrollen. Am 1. Dezember 1926 begann der Abzug, der innerhalb von zwei Monaten abgeschlossen war, und am 12. Dezember lag das Schlussprotokoll der Interalliierten Militär-Kontrollkommission vor. Es sah die Abberufung der Kommission am 31. Januar vor, deren Aufgaben vom Völkerbund übernommen werden würden. Zu weiteren Kontrollen kam es aber nicht, da trotz Misstrauens sich kein Land mit Deutschland anlegen wollte. Das Schlussprotokoll war überaus kritisch über das Erreichte. Die Kommission war der Meinung, dass die Reichswehr umgestaltet werde und die Behörden die Wehrverbände deckten. Außerdem gebe es noch viel verstecktes Kriegsmaterial. Tatsächlich rüstete Deutschland heimlich auf (vgl. Schwarze Reichswehr).
Ein verwandtes Thema war eine allgemeine Abrüstung, die bereits im Versailler Vertrag 1920 gefordert worden war. Damit wurde auch die dauerhafte Begrenzung der deutschen Rüstung gerechtfertigt. Frankreich hatte die Abrüstung verschleppt, um seine momentane militärische Überlegenheit gegenüber Deutschland aufrechtzuerhalten, während Deutschland seit 1929 fordernder wurde. Als Briand 1927 versuchte, ein Sonderverhältnis zu den Vereinigten Staaten zu erlangen, mündete dies 1928 in einen allgemeinen Vertrag zur Ächtung des Angriffskrieges, den Briand-Kellogg-Pakt.

### Kolonialfrage

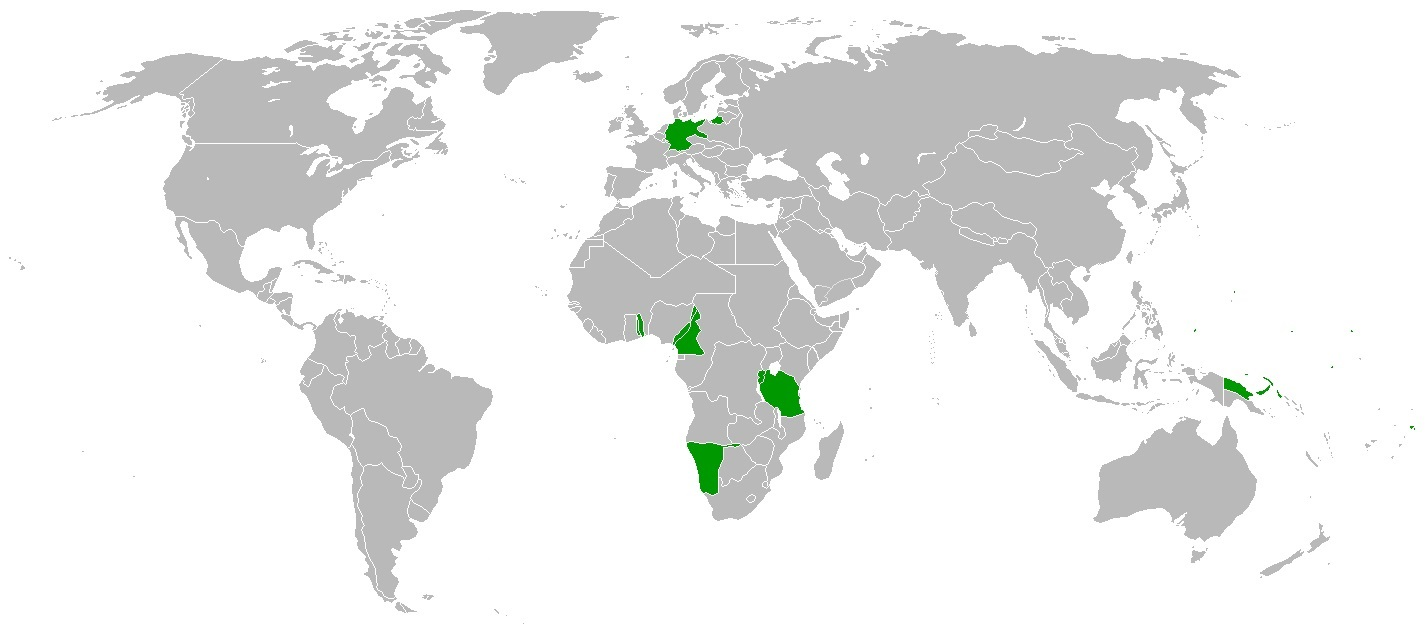
Weimarer Republik und Völkerbundmandate in vormals deutschen Kolonien

Nahezu alle Parteien der Weimarer Republik unterstützten die Forderung deutscher Kolonialbefürworter nach Rückgabe der Kolonien. Seit dem 1. April 1924 bestand im Auswärtigen Amt wieder eine Kolonialabteilung. Geleitet wurde die Abteilung von Edmund Brückner, dem ehemaligen Gouverneur der deutschen Kolonie Togo. Brückner verfolgte das Ziel, nach der Aufnahme Deutschlands in den Völkerbund zumindest die Mandatsverwaltung über einzelne der ehemaligen Kolonien zu erlangen. Stresemann unterstützte dies zwar grundsätzlich, doch war für ihn die Kolonialfrage innerhalb der Revisionsziele von untergeordneter Relevanz. So blieb die „Kolonialpolitik“ in der Außenpolitik weitgehend unbedeutend. Der Anspruch auf kolonialpolitische Mitsprache zeigte sich regierungsseitig nur in Einzelfällen – etwa beim Protest Deutschlands gegen die Eingliederung Ruanda-Urundis in die Kolonie Belgisch-Kongo im Jahr 1925. Am 9. September 1927 wurde Ludwig Kastl deutscher Delegierter in der ständigen Mandatskommission des Völkerbundes. Die Verwaltung eines Mandatsgebietes wurde Deutschland aber nicht übertragen. Die zurückhaltenden kolonialen Ambitionen führten zu einem allmählichen Bruch zwischen der Regierung und der organisierten Kolonialbewegung in Deutschland. Von ihren radikalen Vertretern wurde die Bewegung nun vollends in die Gegnerschaft zur Republik gelenkt.

## Letzte Phase der Republik 1929–1933

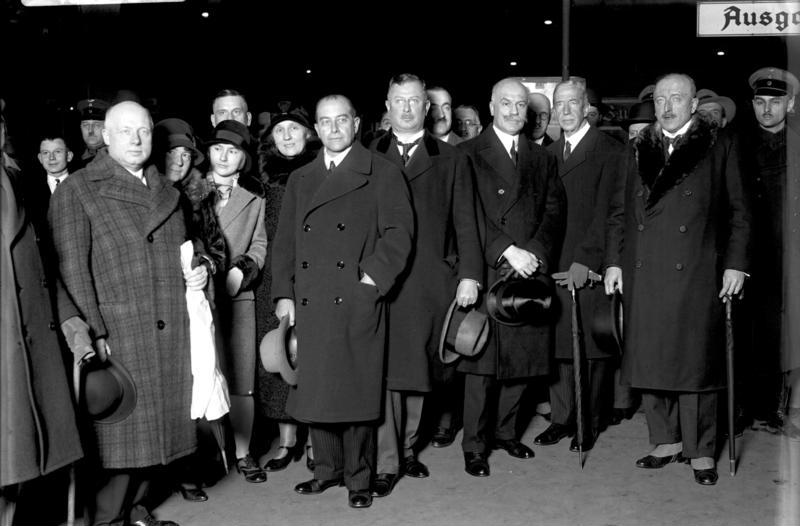
Januar 1930, vor der Abfahrt zu einer Reparationskonferenz in Den Haag (von links): Finanzminister Paul Moldenhauer, Außenminister Julius Curtius, der Minister für die besetzten Gebiete Joseph Wirth, rechts Staatssekretär Carl von Schubert.

Die deutsche Außenpolitik hatte dazu beigetragen, das politische Klima in Europa und die Bewegungsfreiheit Deutschlands zu verbessern. Allerdings trat schon im Juli 1928 Stresemann fordernder auf. Nach seinem Tod im Oktober 1929 übernahm Wirtschaftsminister Julius Curtius (ebenfalls DVP) das Auswärtige Amt, der schon am 21. November eine Ernte seines Vorgängers einfahren konnte, die Räumung des Koblenzer Brückenkopfes. Mitte 1930 wurde Stresemanns enger Mitarbeiter Carl von Schubert als Staatssekretär durch Bernhard Wilhelm von Bülow ersetzt, der skeptisch gegenüber Stresemanns Verständigungspolitik gewesen war.
Auch Reichskanzler Heinrich Brüning (seit März 1930; seit Oktober 1931 zusätzlich Außenminister) sorgte dafür, dass die Weimarer Außenpolitik deutlich härter, weniger verständigungsbereit und weniger berechenbar wurde. Dazu kam Druck durch den Wahlerfolg der NSDAP im September 1930, den Brüning dem mangelnden Entgegenkommen der Sieger von Versailles anlastete.
Überschattet wurden die Jahre seit 1929 von der Weltwirtschaftskrise. Bereits zuvor hatte Stresemann vergeblich versucht, den Außenhandel zu liberalisieren. Er scheiterte am Widerstand des Wirtschafts- und des Finanzministeriums. Er hatte auch einen schweren Stand, weil auch andere Länder keinen freien Zugang zu ihren Märkten erlaubten. In der Krise schotteten die Länder ihre Märkte erst recht ab. Das Handels- und Zollsystem bestand nur noch aus zahlreichen Einzelabkommen, schreibt Ulrich Kluge.

### Europa-Plan und Zollunion 1930/1931

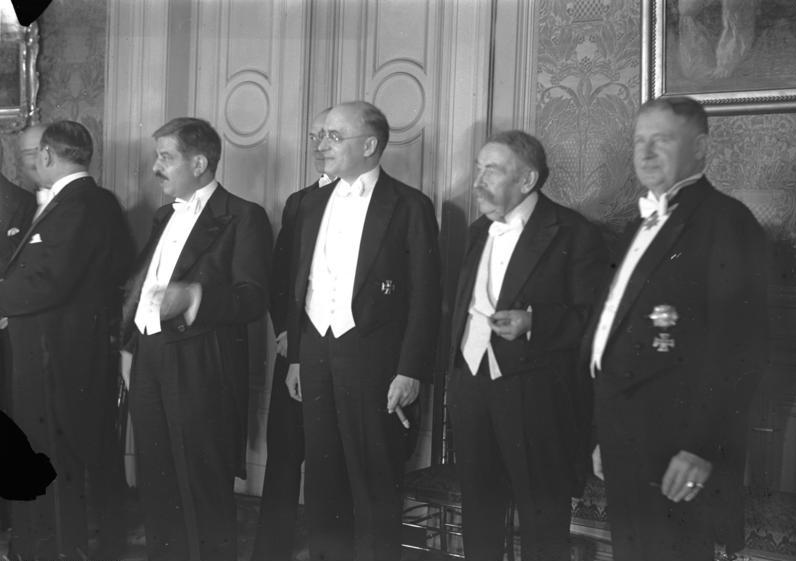
Ministerpräsident Pierre Laval, Kanzler Heinrich Brüning, Außenminister Aristide Briand, Reichswehr- und Innenminister Wilhelm Groener (von links), im September 1931 bei einem Dinner in der Französischen Botschaft Berlin.

Im Mai 1930 schlug Aristide Briand vor, dass die Staaten Europas sich in einer Gemeinschaft mit ständigen Organen zusammenschließen sollten. Der Plan lief auf eine Anerkennung der Grenzen und den Ausschluss Großbritanniens und der USA hinaus, was nicht im Sinne Deutschlands war. Deutschland sah sich noch nicht genug als Großmacht bestätigt, um sich mit einer europäischen Ordnung zu binden.
Es war der österreichische Bundeskanzler Johann Schober, der bei seinem Berlin-Besuch 1930 das Thema Zollunion zur Sprache brachte. Dadurch könnte ein Anschluss Österreichs an Deutschland vorangetrieben werden; Österreich versprach sich so wirtschaftliche Erleichterung. Curtius nahm den Gedanken gerne auf, denn seine Verwirklichung hätte der Regierung Brüning großes Ansehen in Deutschland verschafft. Staatssekretär Bülow hoffte, dass sich andere Länder wie die Tschechoslowakei der Zollunion anschließen würden und man am Ende sogar Polen zur Grenzrevision und Frankreich in wirtschaftliche Abhängigkeit bringen könnte.
Das überhastete Projekt einer deutsch-österreichischen Zollunion, präsentiert am 21. März 1931, erwies sich als schwache Herausforderung des europäischen Staatensystems. Auf finanziellen Druck Frankreichs hin musste Österreich seine Bereitschaft zurückziehen, und am 3. September erklärte Curtius, das Projekt nicht weiterzuverfolgen. Das Scheitern war ein Grund für seinen Rücktritt im Oktober.

### Ende der Reparationen und der Rüstungsbeschränkung
Schon 1928 hatte der Reparationsagent des Dawes-Plans darauf hingewiesen, dass man die verbleibenden Fragen wie die Gesamthöhe der deutschen Schuld besser in wirtschaftlich relativ günstigen Zeiten besprechen sollte und nicht erst später in einer eventuellen Krise. Der Young-Plan sah vor, dass Deutschland bis 1988 nach einem bestimmten Schema Jahresraten zu zahlen hatte. Sie waren niedriger als im Dawes-Plan. Erstmals wurde die Zahlung der Reparationen offiziell mit der Zahlung der Schulden zwischen den Alliierten verknüpft; beide sollten etwa gleichzeitig auslaufen.
Im März 1930 nahm der Reichstag den Young-Plan an; bald darauf stürzte das Kabinett von Heinrich Müller. Alle deutschen Parteien hielten den Plan nur für eine Zwischenlösung, erst recht die neue, rechtere Reichsregierung unter Brüning. Sie versuchte gar nicht erst, mit dem Plan zu arbeiten.

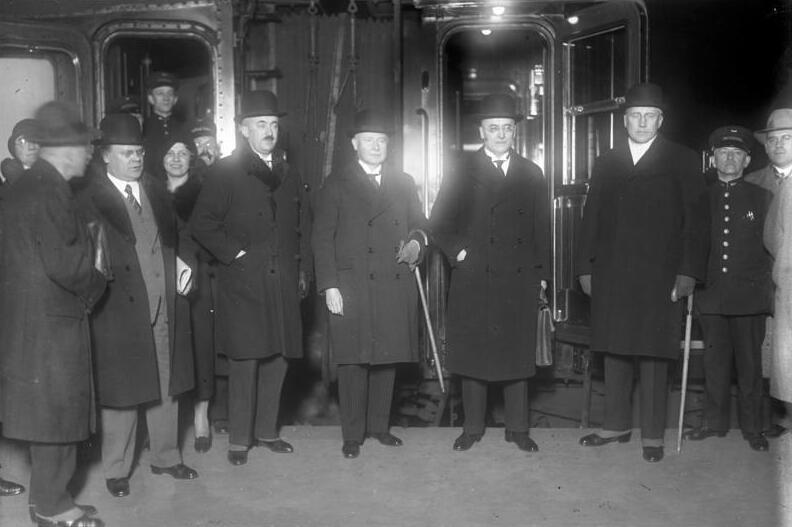
Auf dem Weg zur Genfer Abrüstungskonferenz im Februar 1932, von links: Ministerialdirektor Walter Zechlin, Staatssekretär Bernhard von Bülow, Kanzler und Außenminister Heinrich Brüning sowie Reichswehrminister Wilhelm Groener.

Nicht nur außen-, auch innenpolitisch nahm Brüning wenig Rücksicht auf die Folgen seiner Politik, die den deutschen Haushalt sanieren und die Reparationen beenden sollte. Seine Haltung kam ursprünglich von einer orthodoxen Finanzlehre her, erst nach der Wahl im September 1930 diskutierte man im Kabinett die Möglichkeit, die Wirtschaftskrise für die Lösung des Reparationsproblems zu instrumentalisieren. Dies war aussichtsreich, weil die Vereinigten Staaten um ihre Investitionen in Deutschland besorgt waren und Großbritannien einen Zusammenbruch Deutschlands mit anschließender Machtübernahme der Kommunisten oder Nationalsozialisten befürchtete.
Mit dem Hoover-Moratorium vom Juli 1931 erreichte der amerikanische Präsident Herbert Hoover einen einjährigen Stopp von Reparationen und interalliierter Schuldenabzahlung. Das kam Brüning eher ungelegen: Er wollte ein endgültiges Ende der Reparationszahlungen. Als er dies im Januar 1932 offenbarte, reagierten Frankreich und Großbritannien brüskiert und verschoben die Lausanner Konferenz. Als diese im Juni zusammenkam und am 9. Juli zu einem Abkommen führte, war Brüning schon nicht mehr im Amt. Tatsächlich endeten die Reparationsforderungen, wenn auch nur gegen eine Restzahlung und die Tilgung von Anleihen. Nach Ansicht der Reparationskommission hatte Deutschland insgesamt in bar oder durch Sachleistungen 20.778,9 Millionen Reichsmark gezahlt, nach deutscher Rechnung waren es 67.673.
Seit Februar 1932 tagte eine lang vorbereitete Genfer Abrüstungskonferenz. Die von Deutschland schroff geforderte Rüstungsangleichung hätte auf zwei Arten verwirklicht werden können: entweder durch eine Abrüstung der übrigen Staaten oder durch eine Aufrüstung Deutschlands. Das Auswärtige Amt neigte aus Kostengründen zum ersteren, die Reichswehr zum letzteren. Insbesondere Frankreich aber wollte Deutschland nicht von den Versailler Beschränkungen entbinden. Die deutsche Delegation, unter Anführung des neuen Reichskanzlers Franz von Papen, verließ im Juli die Konferenz unter lautem Protest. Das Vorgehen hatte allerdings Erfolg: Am 11. Dezember 1932 erkannten die Großmächte – unter Vorbehalten – die grundsätzliche Gleichberechtigung Deutschlands an.

### Außenpolitik unter Papen und Schleicher

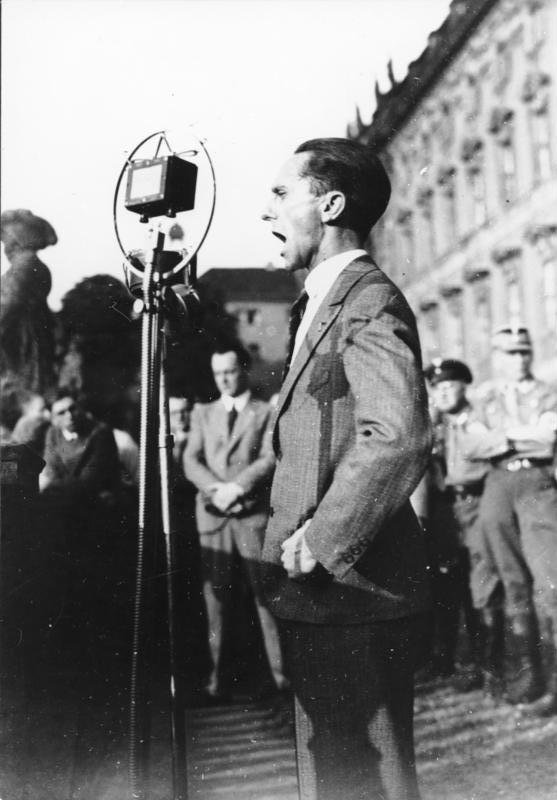
Im Juli 1932 im Berliner Lustgarten: Der Nationalsozialist Joseph Goebbels verwirft die Lösung der Reparationsfrage.

General Kurt von Schleicher hatte bereits im Hintergrund auf Reichspräsident Hindenburg eingewirkt, als dieser im Mai 1932 Brüning entließ. Deutschland sollte außenpolitisch noch fordernder auftreten. Schleicher wurde am 1. Juni Reichswehrminister im Kabinett Papen – den neuen Reichskanzler hatte er selbst ausgewählt, auch wegen der Illusion, Papen könne eine Einigung mit Frankreich zustande bringen. Frankreichs Ministerpräsident Édouard Herriot war von Papens Vorschlag einer Allianz verblüfft, aber auch skeptisch wegen dessen ansonsten nationalistischen Auftretens. Papen half das Ende der Reparationen innenpolitisch wenig: Die erstarkten Kommunisten und Nationalsozialisten warfen ihm vor, dass dennoch letzte Zahlungen zum Kompromiss gehörten.
Anfang Dezember 1932 wurde Schleicher selbst Reichskanzler. Er versuchte die Beziehungen zur Sowjetunion auszuweiten. In den wenigen Wochen seiner Kanzlerschaft kam nur die bereits erwähnte Anerkennung der militärischen Gleichberechtigung zustande. Sie brachte ihn aber sogleich unter Druck von Vertretern der Reichswehr, die im Gegensatz zu ihm sofort eine große Aufrüstung einleiten wollten.

## Ausblick
Nach dem 30. Januar 1933 schien es zunächst, dass Adolf Hitler die Außenpolitik der vorherigen Jahre weiterverfolgen würde, er übernahm auch Außenminister Konstantin von Neurath aus den Kabinetten Papen und Schleicher. Im Ausland wurde Hitlers Kanzlerschaft mit Besorgnis gesehen, aber man sah keine Gefährdung für die eigene Sicherheit. Doch Hitler hatte bereits im Februar hohen Reichswehrvertretern erklärt, dass es ihm um die Eroberung von „Lebensraum im Osten“ ging. Er setzte in die Tat um, was in den 1920er-Jahren nur von einer Minderheit im Auswärtigen Amt als wünschenswert erachtet wurde, wie die gemeinsame deutsch-sowjetische Eroberung Polens im September 1939.
Hitler-Deutschland verließ den Völkerbund im Oktober 1933 und versuchte, seine Ziele durch bilaterale Abkommen zu erreichen. Ein Beispiel dafür – und gleichzeitig eine aufsehenerregende Kehrtwende zur Weimarer Ostpolitik – war Anfang 1934 der Nichtangriffspakt mit Polen. Allerdings konnte Hitler leichtfertig Verträge abschließen, da er sowieso nicht beabsichtigte, sie einzuhalten. Im Jahr 1936 brach Hitler den Locarno-Vertrag, als er deutsche Truppen ins entmilitarisierte Rheinland einmarschieren ließ (Rheinlandbesetzung (1936)). Damit verletzte er ein Abkommen, das Deutschland aus freien Stücken unterzeichnet hatte, anders als den Versailler Vertrag.
Nach dem Zweiten Weltkrieg engagierten die Vereinigten Staaten sich dauerhaft in Europa und sorgten für eine relativ schonende Behandlung der westlichen Besatzungszonen Deutschlands und ab 1949 der Bundesrepublik. Das Londoner Schuldenabkommen von 1953 regelte auch verbliebene Reparationsschulden des Ersten Weltkrieges.

## Forschung
Lange Zeit war die Weimarer Außenpolitik nur ein Randthema in der Geschichtswissenschaft, doch Anfang der siebziger Jahre kam es zu einer Welle von Werken zu Einzelthemen. Zentral stand und steht die Frage nach der Kontinuität, also inwieweit es einen Unterschied zwischen der Weimarer und der nationalsozialistischen Außenpolitik (und schließlich auch zu der des Kaiserreiches) gibt. Die „plumpen Versuche“, eine jahrhundertelange Linie von Martin Luther bis Adolf Hitler zu ziehen, seien gescheitert, so Marie-Luise Recker. Ernster zu nehmen seien die Thesen zur Kontinuität der Führungsschichten.
Peter Grupp beispielsweise meinte, die Weimarer Ziele und Methoden seien die gleichen wie im Kaiserreich gewesen, mit Brockdorff-Rantzau sei ein kaiserlicher Fachmann dem vorigen gefolgt. Andere Historiker wiederum sahen trotz der alten Eliten eine neue Funktion und teilweise eine neue Politik; der lernfähige Stresemann sei nicht nur aus rein taktischen Gründen Verständigungspolitiker geworden. Die Veränderungen seit 1930 und 1933 seien noch wenig untersucht, urteilt Gottfried Niedhart, doch es gäbe den Trend zu sagen, das republikanische Element sei Schritt für Schritt zurückgegangen.
1985 hat Peter Krüger die bislang umfangreichste Gesamtdarstellung zum Thema vorgelegt. Er lobt Stresemann für dessen Verständnis für die globalen Veränderungen des 20. Jahrhunderts wie die Verflechtung der Weltwirtschaft. Brüning wirft er vor, zum Mittel der nationalen Propaganda gegriffen zu haben, wenn bei der Revision Schwierigkeiten auftraten. „Damit schuf man sich zum Teil selbst den Druck, dem ausgesetzt zu sein man dann beklagte.“ Selbst unter Stresemann habe die Weimarer Außenpolitik, von Ansätzen abgesehen, nur negative Ziele gehabt, aber keine Konzeption für eine internationale Ordnung, die andere Länder mit einbezog.

## Belege
1. ↑  Eine neuere, knappe Darstellung des Weges in den Krieg siehe Sönke Neitzel: Blut und Eisen. Deutschland im Ersten Weltkrieg (Deutsche Geschichte im 20. Jahrhundert), Pendo Verlag: Zürich 2003, S. 16–33.
2. ↑  Peter Krüger: Die Außenpolitik der Republik von Weimar. Wissenschaftliche Buchgesellschaft: Darmstadt 1985, S. 32.
3. ↑  Gerhard Schulz: Revolutionen und Friedensschlüsse 1917–1920 (dtv-Weltgeschichte des 20. Jahrhunderts). 5. Auflage, dtv: München 1980 (1967), S. 122.
4. ↑  Peter Krüger: Die Außenpolitik der Republik von Weimar. Wissenschaftliche Buchgesellschaft: Darmstadt 1985, S. 37.
5. ↑  Peter Krüger: Die Außenpolitik der Republik von Weimar. Wissenschaftliche Buchgesellschaft: Darmstadt 1985, S. 33/34.
6. ↑  Gerhard Schulz: Revolutionen und Friedensschlüsse 1917–1920 (dtv-Weltgeschichte des 20. Jahrhunderts). 5. Auflage, dtv: München 1980 (1967), S. 163.
7. ↑  Gerhard Schulz: Revolutionen und Friedensschlüsse 1917–1920 (dtv-Weltgeschichte des 20. Jahrhunderts). 5. Auflage, dtv: München 1980 (1967), S. 165, 224.
8. ↑  Gerhard Schulz: Revolutionen und Friedensschlüsse 1917–1920 (dtv-Weltgeschichte des 20. Jahrhunderts). 5. Auflage, dtv, München 1980 (1967), S. 204/205.
9. ↑  Gerhard Schulz: Revolutionen und Friedensschlüsse 1917–1920 (dtv-Weltgeschichte des 20. Jahrhunderts). 5. Auflage, dtv, München 1980 (1967), S. 223/224.
10. ↑  Gerundet, nach Sönke Neitzel: Blut und Eisen. Deutschland und der Zweite Weltkrieg (Deutsche Geschichte im 20. Jahrhundert), Pendo: Zürich 2003, S. 44.
11. ↑  Wolfgang Michalka und Gottfried Niedhart: Die ungeliebte Republik. Dokumentation zur Innen- und Außenpolitik Weimars 1918–1933, dtv: München 1980, S. 397.
12. ↑  Klaus Hildebrand: Das vergangene Reich. Deutsche Außenpolitik von Bismarck bis Hitler 1871–1945. Deutsche Verlags-Anstalt: Stuttgart 1995, S. 404.
13. ↑  Jürgen C. Hess: „Das ganze Deutschland soll es sein.“ Demokratischer Nationalismus in der Weimarer Republik am Beispiel der Deutschen Demokratischen Partei (Kieler Historische Studien 24), Klett-Cotta: Stuttgart 1978, S. 339.
14. ↑  Siehe die einzige Einzelstudie zur Außenpolitik einer Weimarer Partei: Stefan Feucht: Die Haltung der Sozialdemokratischen Partei Deutschlands zur Außenpolitik während der Weimarer Republik (1918–1933) (Moderne Geschichte und Politik 10). Lang: Frankfurt am Main u. a. 1998, S. 542.
15. ↑  Karlheinz Dederke: Reich und Republik. Deutschland 1917–1933, 6. Auflage, Klett-Cotta, Stuttgart 1991 (1969), S. 126/127.
16. ↑  Peter Krüger: Die Außenpolitik der Republik von Weimar. Wissenschaftliche Buchgesellschaft: Darmstadt 1985, S. 331/332.
17. ↑  David Stevenson: French War Aims and Peace Planning. In: Manfred Boemeke u. a. (Hrsg.): The Treaty of Versailles. A Reassessment after 75 Years. German Historical Institute Washington / Cambridge University Press, Cambridge u. a. 1998, S. 87–109, hier S. 90/92, 107.
18. ↑  David Stevenson: French War Aims and Peace Planning. In: Manfred Boemeke u. a. (Hrsg.): The Treaty of Versailles. A Reassessment after 75 Years. German Historical Institute Washington / Cambridge University Press, Cambridge u. a., S. 87–109, hier S. 107.
19. ↑  Gerhard Schulz: Revolutionen und Friedensschlüsse 1917–1920 (dtv-Weltgeschichte des 20. Jahrhunderts). 5. Auflage, dtv: München 1980 (1967), S. 194.
20. ↑  Peter Krüger: Die Außenpolitik der Republik von Weimar. Wissenschaftliche Buchgesellschaft: Darmstadt 1985, S. 164.
21. ↑  Zu Großbritannien siehe Stephanie Salzmann: Great Britain, Germany and the Soviet Union. Rapallo and after, 1922–1934. The Royal Historical Society / The Boydell Press: Bury St. Edmunds / Rochester 2003, S. 171.
22. ↑  Peter Krüger: Die Außenpolitik der Republik von Weimar. Wissenschaftliche Buchgesellschaft: Darmstadt 1985, S. 127.
23. ↑  Peter Krüger: Die Außenpolitik der Republik von Weimar. Wissenschaftliche Buchgesellschaft: Darmstadt 1985, S. 127/128.
24. ↑  Hermann Graml: Europa zwischen den Kriegen (dtv-Weltgeschichte des 20. Jahrhunderts), 4. Auflage, dtv: München 1979 (1969), S. 32–35.
25. ↑  Peter Krüger: Die Außenpolitik der Republik von Weimar. Wissenschaftliche Buchgesellschaft: Darmstadt 1985, S. 399.
26. ↑  Manfred Alexander: Der deutsch-tschechoslowakische Schiedsvertrag von 1925 im Rahmen der Locarno-Verträge. R. Oldenbourg, München / Wien 1970, S. 17, 33.
27. ↑  Manfred Alexander: Der deutsch-tschechoslowakische Schiedsvertrag von 1925 im Rahmen der Locarno-Verträge. R. Oldenbourg, München / Wien 1970, S. 26.
28. ↑  Hermann Graml: Europa zwischen den Kriegen (dtv-Weltgeschichte des 20. Jahrhunderts), 4. Auflage, dtv, München 1979 (1969), S. 116.
29. ↑  Hermann Graml: Europa zwischen den Kriegen (dtv-Weltgeschichte des 20. Jahrhunderts), 4. Auflage, dtv, München 1979 (1969), S. 82/83.
30. ↑  Hermann Graml: Europa zwischen den Kriegen (dtv-Weltgeschichte des 20. Jahrhunderts), 4. Auflage, dtv, München 1979 (1969), S. 97/98.
31. ↑  Hermann Graml: Europa zwischen den Kriegen (dtv-Weltgeschichte des 20. Jahrhunderts), 4. Auflage, dtv, München 1979 (1969), S. 99.
32. ↑  Hermann Graml: Europa zwischen den Kriegen (dtv-Weltgeschichte des 20. Jahrhunderts), 4. Auflage, dtv: München 1979 (1969), S. 100.
33. ↑  Peter Krüger: Die Außenpolitik der Republik von Weimar. Wissenschaftliche Buchgesellschaft, Darmstadt 1985, S. 129–131.
34. ↑  Hermann Graml: Europa zwischen den Kriegen (dtv-Weltgeschichte des 20. Jahrhunderts), 4. Auflage, dtv, München 1979 (1969), S. 105.
35. ↑  Peter Krüger: Die Außenpolitik der Republik von Weimar. Wissenschaftliche Buchgesellschaft, Darmstadt 1985, S. 135.
36. ↑  Peter Krüger: Die Außenpolitik der Republik von Weimar. Wissenschaftliche Buchgesellschaft, Darmstadt 1985, S. 133–135.
37. ↑  Peter Krüger: Die Außenpolitik der Republik von Weimar. Wissenschaftliche Buchgesellschaft: Darmstadt 1985, S. 152–154.
38. ↑  Peter Krüger: Die Außenpolitik der Republik von Weimar. Wissenschaftliche Buchgesellschaft, Darmstadt 1985, S. 163, 165.
39. ↑  Peter Krüger: Die Außenpolitik der Republik von Weimar. Wissenschaftliche Buchgesellschaft, Darmstadt 1985, S. 156, 158, 170.
40. ↑  Peter Krüger: Die Außenpolitik der Republik von Weimar. Wissenschaftliche Buchgesellschaft, Darmstadt 1985, S. 174/175.
41. ↑  Peter Krüger: Die Außenpolitik der Republik von Weimar. Wissenschaftliche Buchgesellschaft: Darmstadt 1985, S. 175/176.
42. ↑  Stephanie Salzmann: Great Britain, Germany and the Soviet Union. Rapallo and after, 1922–1934. The Royal Historical Society / The Boydell Press: Bury St. Edmunds / Rochester 2003, S. 7, 170.
43. ↑  Peter Krüger: Die Außenpolitik der Republik von Weimar. Wissenschaftliche Buchgesellschaft, Darmstadt 1985, S. 176–179.
44. ↑  Klaus Hildebrand: Das vergangene Reich. Deutsche Außenpolitik von Bismarck bis Hitler 1871–1945. Deutsche Verlags-Anstalt: Stuttgart 1995, S. 469 („Eine Art von Rückversicherung“), S. 470.
45. ↑  Peter Krüger: Die Außenpolitik der Republik von Weimar. Wissenschaftliche Buchgesellschaft, Darmstadt 1985, S. 197.
46. ↑  Peter Krüger: Die Außenpolitik der Republik von Weimar. Wissenschaftliche Buchgesellschaft, Darmstadt 1985, S. 200.
47. ↑  Peter Krüger: Die Außenpolitik der Republik von Weimar. Wissenschaftliche Buchgesellschaft, Darmstadt 1985, S. 202/203.
48. ↑  Peter Krüger: Die Außenpolitik der Republik von Weimar. Wissenschaftliche Buchgesellschaft, Darmstadt 1985, S. 206, 212.
49. ↑  Jonathan Wright: Gustav Stresemann. Weimar's Greatest Statesman, Oxford University Press: Oxford 2002, S. 492/493.
50. ↑  Peter Krüger: Die Außenpolitik der Republik von Weimar. Wissenschaftliche Buchgesellschaft: Darmstadt 1985, S. 228.
51. ↑  Peter Krüger: Die Außenpolitik der Republik von Weimar. Wissenschaftliche Buchgesellschaft: Darmstadt 1985, S. 243.
52. ↑  Peter Krüger: Die Außenpolitik der Republik von Weimar. Wissenschaftliche Buchgesellschaft: Darmstadt 1985, S. 244–246.
53. ↑  Peter Krüger: Die Außenpolitik der Republik von Weimar. Wissenschaftliche Buchgesellschaft: Darmstadt 1985, S. 259.
54. ↑  Eberhard Kolb: Die Weimarer Republik. 3. Auflage. Oldenbourg: München 1993, S. 79.
55. ↑  Peter Krüger: Die Außenpolitik der Republik von Weimar. Wissenschaftliche Buchgesellschaft, Darmstadt 1985, S. 312/313.
56. ↑  Die Quellenlage ist unklar. Siehe Jacques Néré: The Foreign Policy of France from 1914 to 1945, Routledge & Kegan Paul, London / Boston 1975 (1974), S. 78/79.
57. ↑  Peter Krüger: Versailles. Deutsche Außenpolitik zwischen Revisionismus und Friedenssicherung (Deutsche Geschichte der neuesten Zeit vom 19. Jahrhundert bis zur Gegenwart), dtv, München 1986, S. 149, 362.
58. ↑  Jacques Néré: The Foreign Policy of France from 1914 to 1945, Routledge & Kegan Paul, London / Boston 1975 (1974), S. 90.
59. ↑  Peter Krüger: Die Außenpolitik der Republik von Weimar. Wissenschaftliche Buchgesellschaft, Darmstadt 1985, S. 305/306.
60. 1 2  Peter Krüger: Die Außenpolitik der Republik von Weimar. Wissenschaftliche Buchgesellschaft: Darmstadt 1985, S. 305.
61. ↑  Peter Krüger: Die Außenpolitik der Republik von Weimar. Wissenschaftliche Buchgesellschaft, Darmstadt 1985, S. 471.
62. ↑  Peter Krüger: Die Außenpolitik der Republik von Weimar. Wissenschaftliche Buchgesellschaft, Darmstadt 1985, S. 290/291.
63. ↑  Peter Krüger: Die Außenpolitik der Republik von Weimar. Wissenschaftliche Buchgesellschaft, Darmstadt 1985, S. 291.
64. ↑  Peter Krüger: Die Außenpolitik der Republik von Weimar. Wissenschaftliche Buchgesellschaft, Darmstadt 1985, S. 296.
65. ↑  Michael Salewski: Entwaffnung und Militärkontrolle in Deutschland 1919–1927 (Schriften des Forschungsinstituts der Deutschen Gesellschaft für Auswärtige Politik e.V. 24), Oldenbourg, München 1966, S. 365, 375/376.
66. ↑  Michael Salewski: Entwaffnung und Militärkontrolle in Deutschland 1919–1927 (Schriften des Forschungsinstituts der Deutschen Gesellschaft für Auswärtige Politik e.V. 24), Oldenbourg, München 1966, S. 377/378.
67. ↑  Peter Krüger: Die Außenpolitik der Republik von Weimar. Wissenschaftliche Buchgesellschaft, Darmstadt 1985, S. 411.
68. ↑  Winfried Speitkamp: Deutsche Kolonialgeschichte. Reclam, Stuttgart 2005, ISBN 978-3-15-017047-2, S. 160 ff.
69. ↑  Gisela Graichen, Horst Gründer: Deutsche Kolonien – Traum und Trauma. 4. Auflage. Ullstein, Berlin 2005, ISBN 978-3-550-07637-4, S. 379 ff.
70. ↑  Jon Jacobsen: Locarno Diplomacy. Germany and the West 1925–1929. Princeton University Press, Princeton 1972, S. 364.
71. ↑  Ulrich Kluge: Die Weimarer Republik. Schöningh, Paderborn u. a. 2007, S. 298.
72. ↑  Peter Krüger: Die Außenpolitik der Republik von Weimar. Wissenschaftliche Buchgesellschaft, Darmstadt 1985, S. 513/514.
73. ↑  Jon Jacobsen: Locarno Diplomacy. Germany and the West 1925–1929. Princeton University Press: Princeton 1972, S. 367.
74. ↑  Peter Krüger: Die Außenpolitik der Republik von Weimar. Wissenschaftliche Buchgesellschaft, Darmstadt 1985, S. 516.
75. ↑  Ulrich Kluge: Die Weimarer Republik. Schöningh, Paderborn u. a. 2007, S. 313.
76. ↑  Peter Krüger: Die Außenpolitik der Republik von Weimar. Wissenschaftliche Buchgesellschaft: Darmstadt 1985, S. 523, 525.
77. ↑  Peter Krüger: Die Außenpolitik der Republik von Weimar. Wissenschaftliche Buchgesellschaft, Darmstadt 1985, S. 528/529.
78. ↑  Peter Krüger: Die Außenpolitik der Republik von Weimar. Wissenschaftliche Buchgesellschaft, Darmstadt 1985, S. 531/523.
79. ↑  Peter Krüger: Die Außenpolitik der Republik von Weimar. Wissenschaftliche Buchgesellschaft, Darmstadt 1985, S. 533/534.
80. ↑  Peter Krüger: Die Außenpolitik der Republik von Weimar. Wissenschaftliche Buchgesellschaft, Darmstadt 1985, S. 476, 483, 485.
81. ↑  Gerd Meyer: Die deutsche Reparationspolitik von der Annahme des Young-Plans im Reichstag (12. März 1930) bis zum Reparationsabkommen auf der Lausanner Konferenz (9. Juli 1932). Diss. Bonn 1994. Copy Corner Bonn, Bonn 1994, S. 152.
82. ↑  Peter Krüger: Versailles. Deutsche Außenpolitik zwischen Revisionismus und Friedenssicherung (Deutsche Geschichte der neuesten Zeit vom 19. Jahrhundert bis zur Gegenwart), dtv, München 1986, S. 155.
83. ↑  Gerd Meyer: Die deutsche Reparationspolitik von der Annahme des Young-Plans im Reichstag (12. März 1930) bis zum Reparationsabkommen auf der Lausanner Konferenz (9. Juli 1932). Copy Corner Bonn, Bonn 1994, S. 153/154.
84. ↑  Peter Krüger: Die Außenpolitik der Republik von Weimar. Wissenschaftliche Buchgesellschaft, Darmstadt 1985, S. 544.
85. ↑  Peter Krüger: Die Außenpolitik der Republik von Weimar. Wissenschaftliche Buchgesellschaft, Darmstadt 1985, S. 544/545.
86. ↑  Wolfgang Michalka und Gottfried Niedhart: Die ungeliebte Republik. Dokumentation zur Innen- und Außenpolitik Weimars 1918–1933, dtv, München 1980, S. 401/402.
87. ↑  Peter Krüger: Die Außenpolitik der Republik von Weimar. Wissenschaftliche Buchgesellschaft: Darmstadt 1985, S. 548/549.
88. ↑  Peter Krüger: Die Außenpolitik der Republik von Weimar. Wissenschaftliche Buchgesellschaft, Darmstadt 1985, S. 551.
89. ↑  Klaus Hildebrand: Das vergangene Reich. Deutsche Außenpolitik von Bismarck bis Hitler 1871–1945. Deutsche Verlags-Anstalt: Stuttgart 1995, S. 550/551.
90. ↑  Klaus Hildebrand: Das vergangene Reich. Deutsche Außenpolitik von Bismarck bis Hitler 1871–1945. Deutsche Verlags-Anstalt, Stuttgart 1995, S. 553.
91. ↑  Klaus Hildebrand: Das vergangene Reich. Deutsche Außenpolitik von Bismarck bis Hitler 1871–1945. Deutsche Verlags-Anstalt, Stuttgart 1995, S. 556/557.
92. ↑  Marie-Luise Recker: Die Außenpolitik des Dritten Reiches (Enzyklopädie deutscher Geschichte 8). Oldenbourg, München 1990, S. 3/4.
93. ↑  Siehe zu Hitlers außenpolitischer Vorgehensweise Hermann Graml: Europa zwischen den Kriegen (dtv-Weltgeschichte des 20. Jahrhunderts), 4. Auflage, dtv, München 1979 (1969), S. 281.
94. ↑  Hermann Graml: Europa zwischen den Kriegen (dtv-Weltgeschichte des 20. Jahrhunderts), 4. Auflage, dtv, München 1979 (1969), S. 335/336.
95. ↑  Gottfried Niedhart: Die Außenpolitik der Weimarer Republik (Enzyklopädie deutscher Geschichte 53). 2. Auflage, Oldenbourg, München 2006 (1999), S. 41/42.
96. ↑  Marie-Luise Recker: Die Außenpolitik des Dritten Reiches (Enzyklopädie deutscher Geschichte 8). Oldenbourg, München 1990, S. 54/55.
97. ↑  Gottfried Niedhart: Die Außenpolitik der Weimarer Republik (Enzyklopädie deutscher Geschichte 53). 2. Auflage, Oldenbourg, München 2006 (1999), S. 48/49.
98. ↑  Gottfried Niedhart: Die Außenpolitik der Weimarer Republik (Enzyklopädie deutscher Geschichte 53). 2. Auflage, Oldenbourg, München 2006 (1999), S. 49/62.
99. ↑  Peter Krüger: Die Außenpolitik der Republik von Weimar. Wissenschaftliche Buchgesellschaft, Darmstadt 1985, S. 552/553.